# Джейк Уеслі Роджерс
Джейк Уеслі Роджерс (нар. 19 грудня 1996, Спрингфілд, Міссурі, США) — американський співак і автор пісень.

## Біографія
Роджерс виріс в Озарк, штат Міссурі, де він навчився грати на гітарі у віці 6 років і почав грати на фортепіано та голосі у віці 12 років. Роджерс почав виступати в театральних постановках у 5-му класі та незабаром після цього писав пісні. У юному віці він відвідував концерти таких виконавців, як Леді Гага та Неллі Фуртадо. Роджерс визнав себе геєм у 6-му класі, і хоча його сім’я підтримувала його, він відчував, що йому доводиться приховувати свою орієнтацію через культурний клімат у рідному місті.
Роджерс переїхав до Нешвілл у віці 18 років, щоб вивчати написання пісень в Белмонтському університеті. Роджерс закінчив у 2018 році.

## Кар'єра

### 2016–2020: Початок кар’єри
Роджерс почав самостійно випускати музику в 2016 році, що призвело до його дебютного міні-альбому Evergreen у червні 2017 року. Після випуску наступних двох синглів «Jacob from the Bible» і «Little Queen» у лютому та березні 2019 року відповідно, Роджерс випустив свій другий міні-альбом «Spiritual» у квітні. 2019 року, а потім європейський тур і виступ на BBC Radio 4 восени.
У листопаді 2020 року Роджерс був представлений у саундтреку «Щаслива пора», виконавчим продюсером якого став Джастін Трентер, а також ряд інших авторів пісень і виконавців ЛГБТК.

### 2021 — тепер. час: підписання контракту з Warner Records
У травні 2021 року стало відомо, що Роджерс підписав контракт з Warner Records через фірму Трантер Facet Records. Менеджер Роджерса Лукас Канзона привернув увагу Трантера в 2019 році електронним листом, у якому було наголошено на живому виконанні синглу Роджерса «Jacob from the Bible». Трантер привернув увагу Роджерса до генерального директора та співголови Warner Records Аарона Бей-Шака, який був «захоплений» живим виступом Роджерса, і вони підписали Роджерса наприкінці 2020 року. Разом із оголошенням Роджерс випустив свій дебютний сингл мейджор-лейбла «Middle of Love». Сингл, який був написаний у співавторстві з Трантером та Ереном Каннатою, є першою пропозицією з майбутнього міні-альбому Роджерса, який вийде у 2021 році. Роджерс випустив свій наступний сингл «Momentary» у червні 2020 року. Роджерс дебютував на телебаченні 5 жовтня 2021 року в «Пізнє шоу з Джеймсом Корденом» (сезон 7, епізод 17), виконавши пісню «Middle of Love». Роджерс виступить на розігріві в турі Бен Платт Мрія Тур у вересні та жовтні 2022 року. Роджерс також виступить на розігріві Panic! at the Disco Хай живе Помста у вересні та жовтні 2022 року.

## Дискографія

### EP
- 2017 — Evergreen
- 2019 — Spiritual
- 2021 — Pluto (Facet Records/Warner Records)
- 2022 — LOVE (Facet Records/Warner Records)

### одинаки
| Назва                   | Рік  | Альбом    |
| ----------------------- | ---- | --------- |
| "You Should Know"       | 2017 | Evergreen |
| "Jacob From the Bible"  | 2019 | Spiritual |
| "Little Queen"          | 2019 | Spiritual |
| "Middle of Love"        | 2021 | Pluto     |
| "Momentary"             | 2021 | Pluto     |
| "Weddings and Funerals" | 2021 | Pluto     |